# Krzysztof Jotko
Krzysztof Jotko (født 19. august 1989 i Elbląg i Polen) er en polsk MMA-udæver, der konkurrerer i Middleweight-division i Ultimate Fighting Championship (UFC).

## MMA-karriere

### Tidlig karriere
Jotko mødte Bojan Veličković på MMA Attack den 3 april 27, 2013. Han vandt via en majority decision, i en kamp, der tildelte begge kæmpere "Fight of the Night" bonusprisen.

### Ultimate Fighting Championship
Jotko fik sin UFC-debut mod Bruno Santos på UFC Fight Night 33 den 7. december, 2013. Han vandt kampen via enstemmig afgørelse.
Han mødte herefter Magnus Cedenblad på UFC Fight Night 41 den 31. maj 2014. Jotko tabte kampen via guillotine choke submission, der endte hans sejrsrække.
Jotko mødte Tor Troéng den 4. oktober, 2014 på UFC Fight Night 53. Han vandt kampen via enstemmig afgørelse.
Jotko mødte Thales Leites den 19. november, 2016 på UFC Fight Night 100. Han vandt kampen via enstemmig afgørelse.
Jotko mødte David Gren den 13. maj, 2017 på UFC 211. Han tabte kampen via delt agførelse.
Jotko mødte Uriah Hall den 16. september, 2017 på UFC Fight Night 116. Han tabte kampen via KO i anden runde.
Jotko skulle have mødt Eryk Anders den 11. april, 2020 på UFC Fight Night 172. På grund af COVID-19 pandemien, blev begivenhed til sidst udskudt til 16. maj, 2020 på UFC på ESPN: Overeem vs. Harris. Han vandt kampen via en enstemmig afgørelse.

## Mesterskaber og resultater

### Mixed martial arts
- MMA-Attack
  - Fight of the Night (1 gang) vs. Bojan Veličković
- Ultimate Fighting Championship
  - Performance of the Night (1 gang) vs. Tamdan McCrory

### Sociala media
- Krzysztof Jotko – Instagram